# Futebol na Croácia
O futebol na Croácia, é o mais popular esporte de equipe no país, e é liderada pela Federação Croata de Futebol.

## Ligas
São jogadas em quatro componentes oficiais; o campeonato nacional é composta por três escalões hierárquicos, e uma única seleção representa todo o estado. Os primeiros clubes croatas foram fundados antes da Primeira Guerra Mundial e participou na estrutura de liga iugoslava após a Croácia tornou-se uma parte da Iugoslávia após a guerra. De 1940 a 1944, dezenove jogos amistosos foram disputados por um lado nacional Croácia representando as Segunda Guerra Mundial, os Estados fantoches da era do Banovina da Croácia e do Estado Independente da Croácia . Depois da guerra, a maioria dos clubes da Iugoslávia proeminentes, incluindo clubes na Croácia, foram dissolvidos e substituídos por novos lados por Marechal Tito do regime comunista.
Hoje, os clubes de futebol na Croácia que dominam são Hajduk Split e Dínamo Zagreb . Desde a independência, o país tem produzido uma série de jogadores que tiveram um bom desempenho, em muitos dos conceituados campeonatos europeus, e que levou a seleção nacional para o terceiro lugar na Copa do Mundo de 1998 e a disputar a final da  Copa do Mundo de 2018.